# Ryszard Skarzyński
Ryszard Skarzyński (ur. 1956) – polski politolog.

## Życiorys
W 1979 ukończył studia historyczne na Wydziale Humanistycznym filii Uniwersytetu Warszawskiego w Białymstoku. W latach 1980–1983 odbywał studia doktoranckie na Wydziale Dziennikarstwa i Nauk Politycznych, gdzie w 1984 uzyskał doktorat na podstawie rozprawy poświęconej myśli politycznej Hanny Arendt. W 1988 habilitował się przedstawiając studium myśli politycznej emigracji z Trzeciej Rzeszy i Austrii po dojściu do władzy narodowych socjalistów. W 1994 uzyskał tytuł profesora, a w 1995 stanowisko profesora zwyczajnego.
W latach 1979–2022 zatrudniony w filii Uniwersytetu Warszawskiego w Białymstoku, a następnie na Uniwersytecie w Białymstoku, początkowo na Wydziale Historyczno-Socjologicznym, a potem na Wydziale Prawa. Od 1990 do 2019 kierownik Zakładu Politologii, przekształconego w 1999 w Katedrę Politologii. 2020-2022 kierownik Katedry Prawa Konstytucyjnego i Systemów Politycznych. W latach 1989–1990 pracował w Instytucie Nauk Politycznych PAN, a w latach 1990-1999 w Instytucie Studiów Politycznych PAN, gdzie zajmował stanowisko kierownika Zakładu Historii Myśli Politycznej.
Stypendysta między innymi Fundacji im. Alexandra von Humboldta, Fundacji Naumanna, Oxford Hospitality Scheme i Cambridge Hospitality Scheme. Przez wiele lat prowadził badania naukowe za granicą, przede wszystkim w Geschwister Scholl Institut für Politische Wissenschaften i Institut für Zeitgeschichte w Monachium, w Nuffield College w Oksfordzie, Jesus College w Cambridge, na Wydziale Filozofii Uniwersytetu w Tybindze (Fachbereich Geschichtswissenschaften) i na Uniwersytecie w Marburgu (Fachbereich Geschichte und Kulturwissenschaften).

## Dorobek
Pierwotnie zajmował się historią myśli politycznej. Jego pozycję naukową ugruntowały prace: Od chaosu do ładu. Carl Schmitt i problem tego, co polityczne (1992), Państwo i społeczna gospodarka rynkowa. Główne idee polityczne ordoliberalizmu (1994) i Konserwatyzm. Zarys dziejów filozofii politycznej (1998). Wczesny dorobek wyróżnia zainteresowanie myślicielami, którzy często dopiero po kilku, a nawet kilkunastu latach zaczęli przyciągać uwagę innych badaczy. Zainicjował polskie badania nad ideami politycznymi Hanny Arendt, Erica Voegelina, Leo Straussa, Michaela Oakeshotta, a także wczesnymi ideami filozofów z kręgu szkoły frankfurckiej. Autor wnikliwej monografii poświęconej teorii Carl Schmitt, a także obszernej historii filozofii politycznej konserwatyzm.
W 2006 opublikował tom Anarchia i policentryzm, w którym przedstawił podstawy własnej teorii tego, co polityczne. Wskazał, że wprawdzie analiza pojęć jest ważna, to jednak kluczowe znaczenie ma badanie zjawisk politycznych jako efektu procesów ewolucji społecznej. W opublikowanej w 2010 książce Mobilizacja polityczna pokazał jak dostosowanie łączne prowadzi od współpracy pojedynczych organizmów do grupowania milionów ludzi i poddania ich mobilizacji do walki o porządek świata zgodny z jego wyznawaną wizją. Oznacza to, że człowiek nie jest z natury stworzony do życia w państwie, ale jest zwierzęciem społecznym przygotowanym do mobilizacji politycznej wskutek działania selekcji naturalnej.
Wprowadził do obiegu w języku polskim wiele ważnych pojęć służących do analizy zjawisk politycznych. Przede wszystkim takie terminy, jak demokracja medialna, demokracja teokratyczna, koncentracja i polaryzacja polityczna, anarchia, monarchia, poliarchia, mobilizacja polityczna i środek polityczny. Każdy z tych terminów odnosi do konkretnych zjawisk społecznych. Jest także autorem terminu ideokopiarka, którym posługiwał się w analizach destrukcji polskiej politologii.
W 2012 ukazał się Podstawowy dylemat politologii. Dyscyplina nauki czy potoczna wiedza o społeczeństwie, szeroko dyskutowana rozprawa charakteryzująca procesy upadku polskiej politologii i narastania patologii na uniwersytetach. Ostatnia część książki zawiera wykład teorii zjawisk politycznych z nowej perspektywy. Przede wszystkim autor odnosi się do przedmiotu poznania politologii rozumianej jako dyscyplina nauki. Główna teza tomu sprowadza się do twierdzenia, że politologia może istnieć jako dyscyplina nauki jedynie na tych samych zasadach jak inne dyscypliny nauki. Doktoraty z politologii nie mogą być nadawane na podstawie dowolnych prac z wiedzy o społeczeństwie, traktowanej jako „dyscyplina interdyscyplinarna”. Ich przedmiot powinien mieścić się w przedmiocie poznania politologii, czyli zawierać w problematyce zjawisk politycznych.
Podjął też krytykę teorii stosunków międzynarodowych, dowodząc, że w niekiedy przyjmuje ona postać typowej pseudonauki, szczególnie w wariantach sformułowanych po upadku Związku Radzieckiego. Zostały one ugruntowane na amerykańskich wizjach imperialnych, w szczególności na wizji końca historii i systemu jednobiegunowego. W pracach z ostatnich lat pokazał jak profesorowie stosunków międzynarodowych skopiowali je do swoich publikacji, w szczególności zaś do podręczników akademickich, stając się środkiem polityki amerykańskiej. Jego twierdzenia były przedmiotem dyskusji w tomie prac wydanych w Lublinie.

## Najważniejsze publikacje
- Poza przemocą i ideologią. Hanny Arendt idea odrodzenia polityki, „Edukacja Polityczna” (1983).
- Hannah Arendt: budowanie myśli, „Literatura na Świecie” (1985).
- Intelektualiści a kryzys. Studium myśli politycznej emigracji niemieckojęzycznej (1988; wyd. II uzupełnione i rozszerzone 1991).
- Wróg i sojusznik. Studium struktury myśli politycznej, „Studia Nauk Politycznych” (1990).
- Kryzys i rewolta. Kształtowanie się myśli politycznej szkoły frankfurckiej, „Czasopismo Prawno-Historyczne” (1991).
- Od chaosu do ładu. Carl Schmitt i problem tego, co polityczne (1992, wyd. II z nową przedmową 2012).
- Historia myśli politycznej w ujęciu politologicznym. Zarys koncepcji, „Studia Polityczne” (1992).
- Od Carla Schmitta do Sokratesa. Konserwatyzm Leo Straussa, „Archiwum Historii Myśli Politycznej” (1992).
- Konserwatyzm Michaela Oakeshotta, „Archiwum Historii Myśli Politycznej” (1993-1994).
- Państwo i społeczna gospodarka rynkowa. Główne idee polityczne ordoliberalizmu (1994).
- Czy filozofia polityczna jest jeszcze dzisiaj możliwa? [w:] Historia Idee Polityka. Księga dedykowana Profesorowi Janowi Baszkiewiczowi (1995).
- Od liberalizmu do totalitaryzmu. Z dziejów myśli politycznej XX w. (t. I, 1998).
- Konserwatyzm. Zarys dziejów filozofii politycznej (1998).
- W obliczu kryzysu cywilizacji: u źródeł teorii totalitaryzmu, „Studia nad Faszyzmem i Zbrodniami Hitlerowskimi” (2000).
- Od liberalizmu do totalitaryzmu. Z dziejów myśli politycznej XX w. (t. II, 2002).
- Koniec ideologii w demokracji medialnej, [w:] Doktryny polityczne i prawne u progu XXI wieku (2002).
- Podstawowe typy myśli politycznej, „Studia Nauk Politycznych” (2004).
- Anarchia i policentryzm. Elementy teorii stosunków międzynarodowych (2006).
- Czy istnieje porządek międzynarodowy? Jak starożytne i średniowieczne wzorce myślowe określają terminologię współczesnej nauki o stosunkach międzynarodowych [w:] Wybrane problemy globalnej i regionalnej polityki międzynarodowej (2009).
- Siedem ćwiczeń z rozumienia polityki i stosunków międzynarodowych, „Annales Universitatis Mariae Curie-Skłodowska” (2009).
- Stosunki międzynarodowe, system międzynarodowy i poliarchia, „Stosunki Międzynarodowe – International Relations” (2010).
- Powstanie polityki i początki prehistorii stosunków międzynarodowych (2010),
- Ewolucja i prawo. O tym jak życie normuje się samo, [w:] Kultura i myśl polityczno – prawna (2010).
- Mobilizacja polityczna. Współpraca i rywalizacja człowieka współczesnego w wielkiej przestrzeni i długim czasie (2010).
- W poszukiwaniu istoty polityki i tego, co polityczne. Tomasz Mann, Max Weber, Carl Schmitt i Hannah Arendt pomiędzy emocjami, marzeniami i poszukiwaniem rzeczywistości, „Studia nad Faszyzmem i Zbrodniami Hitlerowskimi” (2010).
- Politycy: od wojownika do produktu, „Pro FIDE” (2011).
- Podstawowy dylemat politologii: dyscyplina nauki czy potoczna wiedza o społeczeństwie. O tradycji uniwersytetu i demarkacji wiedzy (2012).
- Od statusu uczonego do funkcji ideokopiarki. Jak uniwersyteccy profesorowie dają się przekształcać w środek polityczny i rujnują własną dyscyplinę powielając zachodnie wizje rzeczywistości międzynarodowej, [w:] Wokół teorii stosunków międzynarodowych (2012).
- Czy internacjologia może być nauką. Cz. I, Od interdyscyplinarności do geoekonomii, (2013).
- Czy internacjologia może być nauką. Cz. II, Przedmiot poznania internacjologii rozumianej jako dyscyplina współczesnej nauki, (2013).
- Przedmiot poznania politologii, [w]: Skarzyński R. (red.), Przedmiot poznania politologii. Podstawy dyscypliny nauki, Białystok 2014
- Politologia, [w]: Encyklopedia politologii, t. I, Pojęcia, teorie i metody (2016).
- (We współpracy z M. Wajzer, T. Staniucha) Mind and Vision: Social Evolution and the Origins of the Political (2016),
- Geoekonomia. Kryzys  czy upadek teorii stosunków międzynarodowych (2017).
- Podstawowy dylemat politologii (2025). Refutacje i reformulacje na trzynastolecie (2025),